# Državna cesta D64
D64 je državna cesta u Hrvatskoj. Ukupna duljina iznosi 26,9 km.